# Tobias Reinhardt
Tobias Reinhardt (* 31. August 1971 in Groß-Gerau) ist ein deutscher Klassischer Philologe.

## Leben
Er besuchte das Kronberg-Gymnasium Aschaffenburg. Anschließend studierte er Latein und Altgriechisch an der Goethe-Universität, wo er mit dem Staatsexamen abschloss. 1997 immatrikulierte er sich am Corpus Christi College (Oxford), um ein Aufbaustudium in klassischer Philologie zu absolvieren. Seine Doktorväter waren Michael Frede und Michael Winterbottom. Er schloss seinen Doktor der Philosophie (PhD) im Jahr 2000 ab. Im Jahr 2002 wurde er zum Fellow des Somerville College in Oxford gewählt, wo er auch als Tutor für Latein und Altgriechisch tätig war. Von 2002 bis 2008 war er außerdem Universitätsdozent für klassische Sprachen und Literatur an der Fakultät für Classics der Universität Oxford. Im Jahr 2008 wurde er zum Corpus Christi Professor of Latin ernannt und als solcher zum Fellow des Corpus Christi College in Oxford gewählt.
2012 wurde er zum ordentlichen Mitglied der Academia Europaea gewählt.

## Schriften (Auswahl)
- Das Buch E der aristotelischen Topik. Untersuchungen zur Echtheitsfrage. Göttingen 2003, ISBN 3-525-25228-5.
- als Herausgeber: Marcus Tullius Cicero: Topica. Oxford 2003, ISBN 0-19-926346-9.
- als Herausgeber mit Michael Lapidge und James Noel Adams: Aspects of the Language of Latin Prose. Oxford 2005, ISBN 0-19-726332-1.
- als Herausgeber mit Michael Winterbottom: Quintilian: Institutio oratoria. Book 2. Oxford 2006, ISBN 0-19-926265-9.
- als Herausgeber: Marcus Tullius Cicero: Academica (Academicus Primus, Fragmenta et Testimonia Academicorum Librorum, Lucullus). Oxford 2022, ISBN 978-0-1992-4957-2.
- Cicero’s Academici Libri and Lucullus. A commentary with introduction and translations. Oxford University Press, Oxford 2022. – Rezension von Michael Vazquez, Bryn Mawr Classical Review 2023.11.21